# Haveluliku
Haveluliku es una localidad del distrito de Tatakamotonga, en Tonga. Tiene una población de 212 habitantes en 2021.